# Белведере (Месина)
Белведере је насеље у Италији у округу Месина, региону Сицилија.
Према процени из 2011. у насељу је живело 276 становника. Насеље се налази на надморској висини од 95 м.